# Evert van Milligen
Evert van Milligen (Otterlo, 1948) is een Nederlandse politicus bij de Volkspartij voor Vrijheid en Democratie (VVD).
Van huis uit is Van Milligen registeraccountant. Van 2002 tot 2008 was hij lid van de gemeenteraad van Ede, vanaf januari 2008 ook als fractievoorzitter. Op 8 september 2008 volgde hij partijgenoot Frank van Zuilen, die burgemeester van Tynaarlo werd, op als wethouder in Ede. Zijn portefeuille omvatte personeel en organisatie, facilitaire zaken, informatie en automatiseringsbeleid, communicatie, financiën, deregulering, kunst en cultuur, onderwijs en sport.
Tijdens de ledenvergadering van 29 oktober 2013 werd Van Milligen gekozen tot lijsttrekker voor de gemeenteraadsverkiezingen van 2014. Omdat de VVD na een verkiezingsnederlaag niet toetrad tot het nieuwe college van B & W, verloor hij zijn wethouderspost. Tot 2018 was hij fractievoorzitter van de VVD in de gemeenteraad.